# レツィエ1世
レツィエ1世モショエショエ（Letsie I Moshoeshoe、1811年 - 1891年11月20日）は、1870年から1891年11月20日までソト族（現在のレソト）の国王を務めた。